# Het proces dat niemand wou
Het proces dat niemand wou is een Vlaamse driedelige documentaire van het productiehuis Woestijnvis over de zaak rond de Vlaamse televisiemaker Bart De Pauw die beschuldigd werd van grensoverschrijdend gedrag jegens vrouwelijke collega's.

## Achtergrond

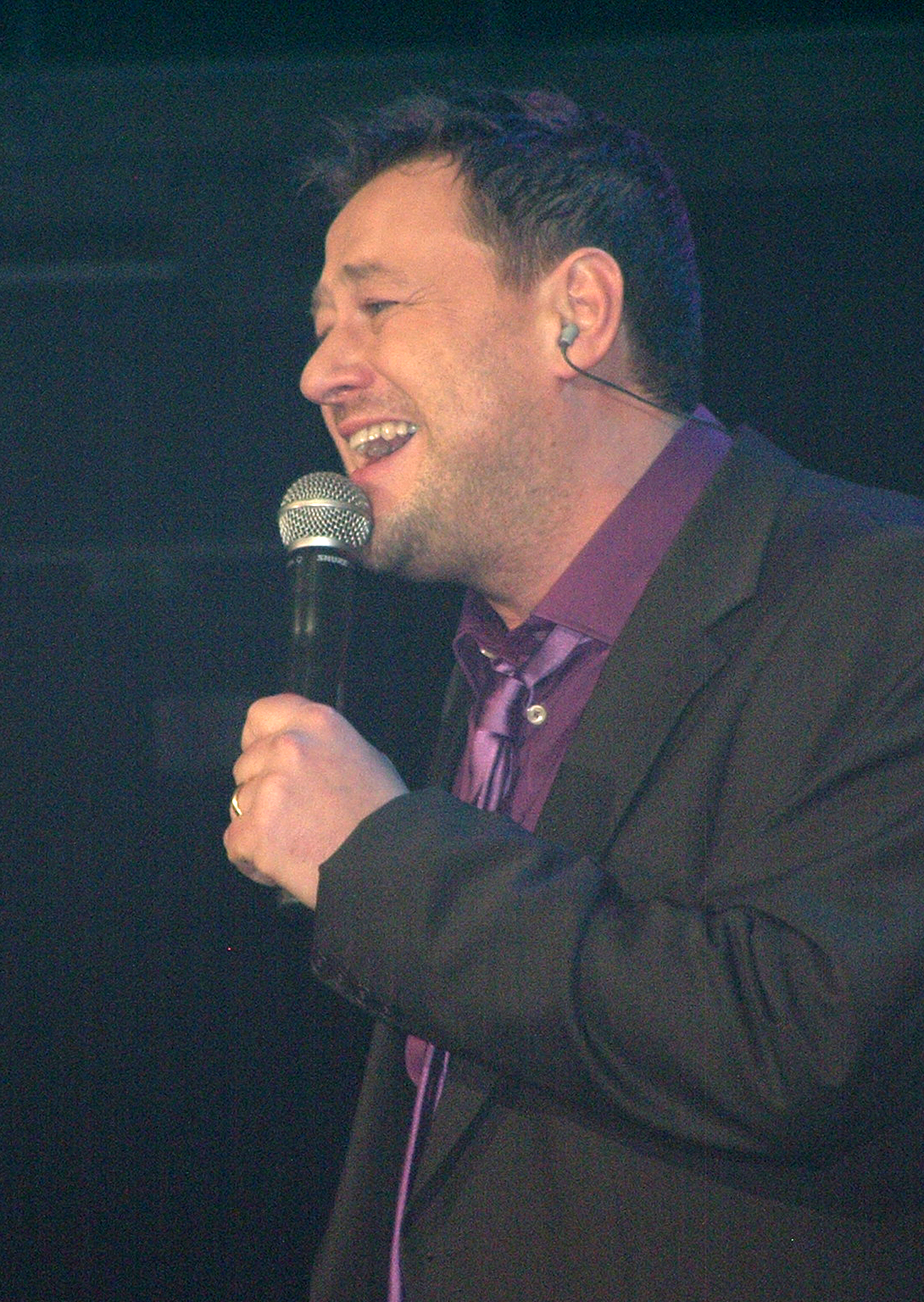
Bart De Pauw (2008)

In 2017 werd Bart De Pauw beschuldigd van onder andere belaging van actrices en medewerksters van zijn mediabedrijf Koeken Troef!. Op 25 november 2021 werd hij door de rechtbank vrijgesproken voor 20 en veroordeeld voor 6 van de aanklachten. Regisseuse Tess Uytterhoeven liet in aanloop naar het proces acht vrouwen getuigen over hun ervaringen met De Pauw: actrices Liesa Naert, Maaike Cafmeyer, Lize Feryn en Ella-June Henrard; en voormalige Koeken Troef!-werkneemsters: kleedster Ellen Lloyd, stagiaire Helena De Craemer, redactrice Dymphne Poppe en Els Talloen. Ze werden geïnterviewd tussen december 2020 en december 2021. De regisseuse contacteerde ook De Pauw, maar deze verkoos zich niet te laten interviewen omdat hij van mening was dat het proces in de rechtbank gevoerd moest worden en niet in de media.
De documentaire was eerst te zien op het Vlaamse televisie-betaalplatform Streamz in 2021. Na enige commotie werd de serie uitgezonden op de Vlaamse publieke zender VRT CANVAS in maart en april 2024.